# Тибуртинські ворота
Порта Тибуртина, Тибуртинська брама, також Порта Сан-Лоренцо (італ. Porta Tiburtina, італ. Porta San Lorenzo) — міська брама у Сервієму мурі в Римі.

## Історія
Через браму проходила Тибуртинська дорога, нині Via Tiburtina Antica, яка вела в Тибур (пізніше Тіволі). Свою сучасну назву дорога отримала від базиліки Сан Лоренцо фуорі ле Мура.
Тибуртинська брама є в основі монументальною аркою, побудованою з травертину з Тіволі, в якій з'єднувалися три водогони: Акведук Юлія, Акведук Марція та Аква-Тепула, що перетинали Тибуртинську дорогу.
Арка побудована при імператорі Августі у 5 до н. е. При будівництві у 271 році Авреліанової стіни арка була вбудована в стіну, були добудовані 2 оборонні вежі і споруда стала таким чином міською брамою.